# Letiště Cát Bi
Vietnamské letiště Cat Bi (vietnamsky: Cảng hàng không Cát Bi, Sân bay Cát Bi) se nachází 4 km severně od města Haiphong v Bắc Trung Bộ.

## Letecké společnosti a destinace
- Vietnam Airlines - (Hanoi, Ho Či Minovo Město, Soul, Da Lat, Phu Quoc, Danang, Bangkok)
- Jetstar Pacific Airlines - (Ho Či Minovo Město, Danang, Dong Hoi)
- VietJet Air - (Ho Či Minovo Město, Danang, Nha Trang)